# Роман (альбом)
«Роман» — второй студийный альбом украинской группы «НеАнгелы», выпущенный 9 сентября 2013 года на лейблах Mamamusic и Moon Records. В альбом вошли дуэт со Стасом Костюшкиным (A-Dessa) «Сирень», а также синглы «Роман», «Киев-Москва», «Твоя», «Отпусти» и «По клеточкам», занимавшие высокие позиции в украинских чартах. Синглы с данного альбома также попали в активную радиоротацию в России, став прорывом для группы в стране.

## Отзывы критиков
По мнению обозревателя Гуру Кена из NEWSmuz.com, «Роман» — прежде всего качественный коммерческий продукт отменного качества, успех которому, по его мнению, гарантирован. В альбоме он отметил отличное сочетание жесткой продюсерской руки, необычных голосов, ярких мелодий и качественных аранжировок.

## Список композиций
| №   | Название             | Текст песни         | Музыка                        | Длительность |
| --- | -------------------- | ------------------- | ----------------------------- | ------------ |
| 1.  | «По клеточкам»       | Юрий Лемчук         | Юрий Лемчук                   | 3:46         |
| 2.  | «Твоя»               | Виталий Куровский   | Руслан Квинта                 | 3:32         |
| 3.  | «Киев-Москва»        | Юрий Лемчук         | Ярослав Смилянец              | 3:24         |
| 4.  | «Красная Шапочка»    | Юрий Лемчук         | Юрий Лемчук                   | 2:53         |
| 5.  | «Роман»              | Юрий Лемчук         | Юрий Остапенко                | 4:11         |
| 6.  | «Только бы ты был»   | Виктория Васалатий  | Виктория Васалатий            | 3:05         |
| 7.  | «Убей меня»          | Юрий Лемчук         | Юрий Лемчук, Ярослав Смилянец | 3:29         |
| 8.  | «Играть с любовью»   | Юрий Лемчук         | Юрий Лемчук                   | 2:31         |
| 9.  | «Отпусти»            | Виталий Куровский   | Руслан Квинта                 | 4:05         |
| 10. | «Сирень» (c A-Dessa) | Станислав Костюшкин | Дмитрий Сеньков               | 3:27         |
| 11. | «Просто скажи»       | Юрий Лемчук         | Ярослав Смилянец              | 3:23         |

## Участники записи
- Слава Каминская — вокал
- Виктория Смеюха — вокал
- Михаил Кошевой — аранжировка (1, 2, 5, 9, 10)
- Константин Сухоносов — аранжировка (3)
- Сергей Грачев — аранжировка (4, 6, 7, 8, 11)
- Юрий Остапенко — аранжировка (5)
- Сергей Ребрик — запись (1, 3, 10, 11), сведение (3, 10, 11)
- Олег Степаненков — запись (2, 5, 9), сведение (1, 2, 5, 9)
- Артур Даниелян — запись, сведение (4, 8)
- Юрий Лыч — запись, сведение (6, 7)